# ジェイソン・ウィッテン
クリストファー・ジェイソン・ウィッテン（Christopher Jason Witten、1982年5月6日 - ）は、アメリカ合衆国テネシー州エリザベストン出身のアメリカンフットボール元選手。ポジションはタイトエンド（TE）。長年NFLのダラス・カウボーイズでプレーし、いったんは現役を引退して、ESPNマンデーナイトフットボールのカラーアナリストを務めたのち、現役復帰。現役最終年はラスベガス・レイダースに所属した。

## 経歴

### プロ加入前まで
父親から母親へのドメスティックバイオレンスが酷かったため、11歳のころから祖父の元でテネシー州エリザベストンで育つ。祖父は元々アメリカンフットボールのコーチを務めており、ジェイソンも地元エリザベストン高校に入学と同時にアメリカンフットボールでプレーした。
当時はタイトエンドの他にラインバッカーも務め、自チームを州大会の準決勝まで導いた。高校最終年度にはラインバッカーとして163タックル(高校4年トータルでは450)、9サック、2インターセプト、5つのファンブル誘発を記録し、 同時にAll-America selection, All-State selection, USA Today Player of the Year for Tennessee, East Tennessee Player of the Year, Region Defensive Player of the Year and runner-up for the Mr. Football awardなどを獲得した。
また高校ではバスケットボール部にも所属し1試合平均15得点・12リバウンドを記録しており、バスケットボール選手としても高い能力を発揮していた。
高校卒業後に奨学金を得てテネシー大学に入学し、名門Tennessee Volunteers footballに入部する。最初はディフェンス・エンドとしてプレイしたが、その後タイトエンドに変更となった。2年生時に初めて試合に出場し3レシーブを記録し、その後3年生時には、39回のレシーブで493ヤードを獲得、タイトエンドとしてのレシーブ数とヤード獲得数のチーム記録を塗り替えるとともに、サウスイースタン・カンファレンスのオールチームに選ばれた。
3シーズンで大学のタイトエンド歴代3位となる68回のレシーブで同歴代4位の797ヤードの成績を残し、2003年のNFLドラフトにアーリーエントリーし、ダラス・カウボーイズから3順目全体69番目で指名された。同じ年、トニー・ロモもドラフト外フリーエージェントでカウボーイズに加入した。

### NFL
2003年のルーキーシーズンは出場機会が限られており、先発7試合を含む15試合に出場（1試合は怪我により欠場）、35回のレシーブで347ヤード、1TDを獲得した。またアリゾナ・カージナルス戦で、タックルを受けた際にアゴの骨を折る大怪我をしたが、わずか1試合のみ欠場しただけで復帰し、当時のヘッドコーチだったビル・パーセルズにそのタフネスぶりを称賛された。
2004年はシーズン序盤にダン・キャンベルがシーズン絶望となったこともあり出場機会を増やし、87回のレシーブを記録し、ダラス・カウボーイズのタイトエンドとしてのシーズンレシーブ記録を更新した。またこの年に初めてプロボウルにも選出され、その後2010年まで7年連続で選出され、マイク・ディトカ、ビリー・ジョー・デュプリー、ジェイ・ノバチェクら、カウボーイズ歴代の名タイトエンドとしての仲間入りを果たした。
2006年には、3年連続で60レシーブ以上を達成、これはNFLのタイトエンドとしては歴代10人目の記録であった。7月22日、1200万ドルの保障、600万ドルのサインボーナスを含む、6年2900万ドルで2012年まで、カウボーイズと契約を延長した。
2007年にはカウボーイズのタイトエンドのシーズン記録を更新する96レシーブを記録した。この記録は、NFLのタイトエンドとしても歴代3位の記録であった。デトロイト・ライオンズ戦ではケレン・ウィンズローが作ったNFLのタイトエンドによる1試合におけるレシーブ記録に並ぶ、15レシーブを記録した。11月4日のフィラデルフィア・イーグルス戦では、接触によりヘルメットが脱げた状態で53ヤードのパスキャッチを記録し、タフネスぶりを発揮している。第14週のデトロイト・ライオンズ戦では、試合時間残り18秒に逆転TDレシーブをあげた。この勝利でチームは、9年ぶりのAFC東地区優勝を決めた。この年、チームメートのテレル・オーウェンス、デマーカス・ウェアとともにオールプロにも選ばれた。フィールド外での貢献をたたえるウォルター・ペイトン・マン・オブ・ザ・イヤーのファイナリストにもなった。
2008年のサンクスギビングデイゲームでのシアトル・シーホークス戦では通算400レシーブを記録した。
2010年の第2週のシカゴ・ベアーズ戦の第4Qにレシーブをした際、ブライアン・アーラッカー及びクリス・ハリスにヒットされた際、頭部を芝に打ち付け脳震盪を起こし、その試合の残り時間プレーに復帰することができなかった。第15週のワシントン・レッドスキンズ戦で、NFL歴代タイトエンドで最短(125試合目)での600レシーブを記録した。2009年、2010年と2年連続で1000ヤード以上をレシーブでマークした。
2011年には、79レシーブ・942レシーブヤード・5タッチダウンを記録し、通算663レシーブとなり、オジー・ニューサムを抜き、NFLのタイトエンドとして、歴代3位のレシーバーとなった。第12週のマイアミ・ドルフィンズ戦ではパスをレシーブした後、勢い余ってサイドラインにいたカウボーイズのチアリーダーにタックルしてしまう珍事も起きた。この年、チームトップの942ヤードをレシーブで獲得した。
2012年は、プレシーズンのオークランド・レイダース戦でローランド・マクレインのタックルにより脾臓を痛め、残りのプレシーズンは全休となったが、シーズン開幕戦から復帰し、2回のレシーブで10ヤードを獲得した。9月16日のシアトル・シーホークス戦はジェイソンにとって数々のタイトエンドの記録を破る試合となった。4回のレシーブで58ヤードを獲得し、通算レシーブが702回となり、カウボーイズの選手としては、マイケル・アービンについで、700レシーブをあげた2人目の選手となった。同時に、トニー・ゴンザレス、シャノン・シャープに次いで3人目の700レシーブをあげたNFLのタイトエンドとなった。700レシーブをあげるまでの試合数は、これまでの最速記録となる145試合目であり、ゴンザレスは、154試合目、シャープは、178試合目であり、史上最速であった。700レシーブを30歳と133日で達成したことは、当時史上最年少記録であったが、その後、ラリー・フィッツジェラルドが同年の第3週に29歳と23日で記録を更新した。また58ヤードの獲得で、通算レシーブ獲得ヤードも、7977レシーブヤードとなり、ジャッキー・スミスを抜いて、NFLのタイトエンドとして歴代第4位となった。第3週の試合で更に記録を伸ばし、オジー・ニューサムを抜いて歴代3位となった。第8週にはNFLのタイトエンドによる1試合のレシーブ記録を更新する18回のレシーブで167ヤードを獲得したそれまでのタイトエンドの1試合におけるレシーブ記録は、1984年にケレン・ウィンズローがあげた15回であり、18回以上のレシーブをあげた選手は、他に2009年12月13日にブランドン・マーシャルが21レシーブ、2008年に18レシーブ、テレル・オーエンスが2000年12月17日に20レシーブ、トム・フィアーズが1950年に18レシーブをあげただけであった。11月4日のアトランタ・ファルコンズ戦で、カウボーイズの歴代トップとなる通算754レシーブに記録を伸ばした。それまでのチーム記録は、マイケル・アービンの750回であった。12月23日のニューオーリンズ・セインツ戦で、103回目のレシーブをあげて、2004年にトニー・ゴンザレスが作ったNFLのタイトエンドとしてのシーズンレシーブ記録102回を更新、その後の試合で更に記録を伸ばし最終的に110レシーブをあげた。
2013年2月2日、ウォルター・ペイトン・マン・オブ・ザ・イヤーに選ばれた。同じく2月にサラリーキャップをあけるため、カウボーイズとの契約を見直しし、基本年俸550万ドルのうち、456万ドルが契約ボーナスへ切り替えられた。
2013年9月15日の試合のカンザスシティ・チーフス戦で817レシーブと記録を伸ばし、シャノン・シャープを抜いて、NFLのタイトエンドとして歴代2位のレシーブ数となった。第5週にはテランス・ウィリアムズ、デズ・ブライアントとともに、120ヤード以上のレシーブ、1TDを1試合であげた3チーム目のユニットとなった（それまでにこの記録を達成したのは、1961年のヒューストン・オイラーズ、2013年のニューイングランド・ペイトリオッツだけであった。）。この年、全16試合に先発し、73回のレシーブで851ヤードを獲得、8TDをあげた。
2015年9月20日のフィラデルフィア・イーグルス戦で右膝と足首を負傷したが、試合後半を欠場したのみで、連続試合出場を続け、11月22日のマイアミ・ドルフィンズ戦で連続試合出場記録を196試合に伸ばし、ボブ・リリーのチーム記録を更新した。2週間後のワシントン・レッドスキンズ戦でタイトエンドとしてトニー・ゴンザレスに続いて、NFL史上2人目となる1000レシーブを達成した（全ポジションを通じて12人目）。12月27日のバッファロー・ビルズ戦で118試合連続レシーブを記録、マイケル・アービンのチーム記録を更新した。この年先発したQBが4人と不安定な中で77回のレシーブで713ヤードを獲得、3TDをあげた。
2016年、第8週のフィラデルフィア・イーグルス戦でオーバータイムに決勝TDレシーブをあげ、チーム史上初となる14シーズンでTDをあげた。この年69回のレシーブで673ヤードを獲得、3TDをあげた。グリーンベイ・パッカーズとのディビジョナルプレーオフでは、ダック・プレスコットからのTDレシーブをあげた。これは彼自身初のプレーオフでのタッチダウンであったが、チームは31-34で敗れた。
2017年3月28日、2021年まで4年間の契約延長を果たした。開幕戦のニューヨーク・ジャイアンツ戦でマイケル・アービンの持つ通算レシーブヤードのチーム記録を更新した。またジェリー・ライス、ラリー・フィッツジェラルドに続いて、1つのチームに対して150レシーブをあげた3人目の選手となった。第2週のデンバー・ブロンコス戦では10レシーブで97ヤードを獲得した。この年63回のレシーブで560ヤードを獲得、5TDをあげて11回目のプロボウルに選ばれた。1プロボウル選出11回は、ボブ・リリーに並ぶチーム記録となった。
2018年4月26日、ESPNのマンデーナイトフットボールのアナリストに加わることが報道され、1週間後に現役引退を表明した。
2019年2月28日、ダラス・カウボーイズと1年450万ドルの契約を結び現役復帰することが報道された。この年63回のレシーブで529ヤードを獲得、4TDをあげた。
2020年3月17日、ラスベガス・レイダースと1年契約の合意に至ったことが報道された。シーズン全試合に出場し、キャッチ13回、69ヤード、タッチダウン2回を記録するも、2021年1月27日、レイダースとの契約が3月に終了してからカウボーイズと契約し、カウボーイズのメンバーとして引退すると語った。

## 私生活
普段はダラス・フォートワース複合都市圏内のコッペルに住んでおり、妻(救急病院の看護婦)、息子2人、娘がいる。
両親のドメスティックバイオレンス問題で親許を離れて過ごさなくてはならなかった経験から、ドメスティックバイオレンス問題に取り組む「Jason Witten SCORE Foundation」を設立し活動している。また、子供の肥満を予防するための活動、「NFL Play 60」にもスポークスマンとして参加している。
また生まれ育ったエリザベストンで毎年の無料のアメリカンフットボール教室を開催しており、地元の多くの子供たちが参加している。

## 詳細情報

### 年度別成績

#### レギュラーシーズン
| 年度      | チーム    | 背 番 号  | 試合 | 試合 | レシーブ | レシーブ    | レシーブ         | レシーブ    | レシーブ | ファンブル    | ファンブル |
| 年度      | チーム    | 背 番 号  | 出場 | 先発 | 回数     | 獲得 ヤード | 平均 獲得 ヤード | 最長 ヤード | TD       | ファン ブル数 | ロスト     |
| --------- | --------- | --------- | ---- | ---- | -------- | ----------- | ---------------- | ----------- | -------- | ------------- | ---------- |
| 2003      | DAL       | 82        | 15   | 7    | 35       | 347         | 9.9              | 36T         | 1        | 0             | 0          |
| 2004      | DAL       | 82        | 16   | 15   | 87       | 980         | 11.3             | 42T         | 6        | 2             | 1          |
| 2005      | DAL       | 82        | 16   | 16   | 66       | 757         | 11.5             | 34          | 6        | 0             | 0          |
| 2006      | DAL       | 82        | 16   | 15   | 64       | 754         | 11.8             | 42          | 1        | 0             | 0          |
| 2007      | DAL       | 82        | 16   | 16   | 96       | 1,145       | 11.9             | 53          | 7        | 1             | 1          |
| 2008      | DAL       | 82        | 16   | 16   | 81       | 952         | 11.8             | 42          | 4        | 0             | 0          |
| 2009      | DAL       | 82        | 16   | 16   | 94       | 1,030       | 11.0             | 69          | 2        | 0             | 0          |
| 2010      | DAL       | 82        | 16   | 16   | 94       | 1,002       | 10.7             | 33          | 9        | 1             | 1          |
| 2011      | DAL       | 82        | 16   | 16   | 79       | 942         | 11.9             | 64          | 5        | 1             | 0          |
| 2012      | DAL       | 82        | 16   | 16   | 110      | 1,039       | 9.4              | 36          | 3        | 0             | 0          |
| 2013      | DAL       | 82        | 16   | 16   | 73       | 851         | 11.7             | 34          | 8        | 0             | 0          |
| 2014      | DAL       | 82        | 16   | 16   | 64       | 703         | 11.0             | 34          | 5        | 0             | 0          |
| 2015      | DAL       | 82        | 16   | 16   | 77       | 713         | 9.3              | 35          | 3        | 1             | 1          |
| 2016      | DAL       | 82        | 16   | 16   | 69       | 673         | 9.8              | 35          | 3        | 1             | 1          |
| 2017      | DAL       | 82        | 16   | 16   | 63       | 560         | 8.9              | 28T         | 5        | 1             | 1          |
| 2019      | DAL       | 82        | 16   | 16   | 63       | 529         | 8.4              | 33          | 4        | 1             | 1          |
| 2020      | LV        | 82        | 16   | 7    | 13       | 69          | 5.3              | 15          | 2        | 0             | 0          |
| NFL：17年 | NFL：17年 | NFL：17年 | 271  | 252  | 1,228    | 13,046      | 10.8             | 69          | 74       | 9             | 7          |

- 2020年度シーズン終了時
- 太字は自身最高記録

#### ポストシーズン
| 年度 | チーム | 試合 | 試合 | レシーブ | レシーブ    | レシーブ         | レシーブ    | レシーブ | ファンブル    | ファンブル |
| 年度 | チーム | 出場 | 先発 | 回数     | 獲得 ヤード | 平均 獲得 ヤード | 最長 ヤード | TD       | ファン ブル数 | ロスト     |
| ---- | ------ | ---- | ---- | -------- | ----------- | ---------------- | ----------- | -------- | ------------- | ---------- |
| 2003 | DAL    | 1    | 1    | 4        | 30          | 7.5              | 12          | 0        | 0             | 0          |
| 2006 | DAL    | 1    | 1    | 3        | 57          | 19.0             | 32          | 0        | 1             | 1          |
| 2007 | DAL    | 1    | 1    | 7        | 81          | 11.6             | 20          | 0        | 0             | 0          |
| 2009 | DAL    | 2    | 2    | 14       | 125         | 8.9              | 22          | 0        | 0             | 0          |
| 2014 | DAL    | 2    | 2    | 11       | 134         | 12.2             | 21          | 0        | 0             | 0          |
| 2016 | DAL    | 1    | 1    | 6        | 59          | 9.8              | 15          | 1        | 0             | 0          |
| 計   | 計     | 8    | 8    | 45       | 486         | 10.8             | 32          | 1        | 1             | 1          |

- 2020年度シーズン終了時
- 太字は自身最高記録